# Taupunkt
Als Taupunkt oder Taupunkttemperatur (oft mit dem griechischen Buchstaben {\displaystyle \tau } (Tau) als Formelzeichen bezeichnet) werden alle Temperaturstufen bezeichnet, bei denen Luft mit Wasserdampf (gerade) gesättigt ist (an den Taupunkten liegt also 100 % relative Luftfeuchtigkeit vor). Je mehr Wasserdampf in einer Luftmenge, desto höher ihre jeweilige Taupunkttemperatur; und umgekehrt: wenn die Temperatur einer Luftmenge bekannt ist, kann man aus deren Taupunkt die absolute Luftfeuchtigkeit entnehmen. Je wärmer Luft ist, desto mehr Wasserdampf kann sie aufnehmen.
An den Taupunkten kondensiert die in einer Luftmenge enthaltene Feuchtigkeit, wenn sich die Luftmenge abkühlt oder ihr Druck erhöht. Einige Wassermoleküle des dort übersättigten gasförmigen  Wasserdampfs kondensieren zu Nebel oder Tau und scheiden sich so aus der Luft ab.
Als Taupunkt wird die höchste Temperatur verstanden, bei der bei Abkühlung erstmals Dampf zu Kondenswasser kondensiert; bei dieser Temperaturstufe tritt bei Abkühlung erstmals Sättigung auf. Die Luft hat allerdings nach der Kondensation eine andere Zusammensetzung (nämlich einen geringeren Wasserdampfgehalt) und einen tieferen Taupunkt und kann bei Abkühlung auf diese Temperaturstufe (weil sofort Übersättigung auftritt) weiter Kondenswasser abscheiden. Deshalb hat jede Luftmenge entsprechend ihrem Wassergehalt nur einen Taupunkt, der enthaltene Wasserdampf kann aber an mehreren Taupunkten der Luft kondensieren.
Der Taupunkt wird mit einem Taupunktspiegelhygrometer direkt oder mit anderen hygrometrischen Verfahren indirekt gemessen.
Der Begriff des Taupunkts wird sinngemäß nicht nur auf Luft angewendet, sondern auch auf andere Gasgemische mit kondensierbaren Bestandteilen.

## Physikalischer Hintergrund

Taupunktkurve in blau. Zu einem beliebigen Zustand (roter Punkt) gehört ein Taupunkt bei gleichem Wasserdampf-Partialdruck (blauer Punkt). An den waagerechten und senkrechten Hilfslinien kann man die Taupunktdifferenz (hier: 20 °C) und die relative Feuchte ablesen.

Vereinfachtes Phasendiagramm von Wasser

Der Taupunkt bezeichnet die Temperatur eines feuchten Gasgemisches in einem Gleichgewichtszustand, bei dem sich Kondensieren und Verdunsten des feuchten Bestandteils genau die Waage halten; das Gas ist mit dem Dampf dann gerade gesättigt. Bei dem feuchten Gasgemisch handelt es sich in der Regel um eine Mischung aus Wasserdampf und Luft, es kann sich aber auch auf ein anderes Gemisch mit einem kondensierbaren Bestandteil beziehen.
Der Dampf-Partialdruck, der am Taupunkt herrscht, ist der Sättigungsdampfdruck. Wie hoch dieser bei einer gegebenen Temperatur liegt, ergibt sich aus dem Phasendiagramm des Wassers bzw. des kondensierbaren Bestandteils des betreffenden Gasgemischs. Da die nicht-kondensierbaren Anteile das Verhalten des Dampfes nahezu nicht beeinflussen, hängt der Taupunkt von feuchter Luft praktisch nicht vom Gesamtdruck ab, sondern fast ausschließlich vom Partialdruck des enthaltenen Wasserdampfs. Jeder solche Gleichgewichtszustand ist durch einen Punkt im p-T-Diagramm bestimmt. Verbindet man all diese Punkte miteinander, so erhält man die Taupunktkurve als Phasengrenzlinie.  In manchen Fachbüchern wird die Bezeichnung Taupunkt nicht für die Temperatur allein verwendet, sondern für den Zustand der Sättigung, die zugehörige Temperatur heißt dann Taupunkttemperatur.
Unterhalb des Tripelpunktes im Phasendiagramm geht der gasförmige Aggregatzustand nicht in den flüssigen über, sondern in den festen. Es bildet sich also Reif, und man spricht hier vom Reifpunkt statt vom Taupunkt. Hier besteht das dynamische Gleichgewicht zwischen Feststoff und Dampfphase, so dass sich Sublimieren und Resublimieren genau die Waage halten.
Im Phasendiagramm liegt der Zustand eines Luft-Dampf-Gemischs ohne flüssige Phase unter bzw. rechts der Taupunktkurve (z. B. beim roten Punkt in der oberen Abb.). Dann zeigt der horizontale Abstand zur Taupunktkurve die Temperaturdifferenz zum Taupunkt bei gleichem Druck an. Sie wird Taupunktdifferenz oder engl. Spread genannt. Die Taupunktdifferenz ist eine wichtige Größe bei der Vorhersage von Thermik und Wolkenuntergrenze; sie ist groß bei trockener Luft, klein bei feuchter Luft.
In vertikaler Richtung, d. h. bei der Temperatur des roten Punktes, zeigt seine Höhe, ausgedrückt in Prozent der Höhe der Taupunktkurve, die relative Feuchte an, also den aktuellen Dampf-Partialdruck im Vergleich zum Sättigungsdampfdruck.
Um ausgehend von einer relativen Feuchte unter 100 % den Dampf zum Kondensieren zu bringen, muss ein Punkt der Taupunktkurve erreicht werden: Dazu kann das System
- bei konstantem Druck (isobar) oder bei konstantem Volumen (isochor) abgekühlt werden, bis die Taupunkttemperatur erreicht ist (waagerechte Bewegung im Diagramm).
- Eine andere Möglichkeit ist die Verringerung des Volumens, weil dadurch der Dampf-Partialdruck im umgekehrten Verhältnis ansteigt; an welchem Punkt die Taupunktkurve dabei erreicht wird, hängt von der isothermen (senkrechte Bewegung im Diagramm) oder nicht-isothermen Prozessführung während der Kompression ab; in jedem Fall steigt die relative Feuchte auf 100 %.

## Messung
Eine direkte Messung des Taupunkts kann mit einem Taupunktspiegelhygrometer erfolgen. Dieses enthält einen temperierbaren Spiegel. Wenn der Spiegel bei absinkender Spiegeltemperatur die Taupunkttemperatur erreicht bzw. unterschreitet, beschlägt er. Dadurch verändern sich seine optischen Eigenschaften, vor allem sein Reflexionsvermögen. Eine Messoptik stellt auf diese Weise den Taupunkt fest.
Eine indirekte Methode kombiniert die Messung der Raumtemperatur mit der der relativen Luftfeuchtigkeit. Aus diesen beiden Daten wird die absolute Luftfeuchtigkeit errechnet und daraus kann die Temperatur ermittelt werden, bei der die relative Luftfeuchtigkeit den Wert von 100 % erreicht. In modernen Messgeräten erfolgt diese Berechnung intern durch einen Mikroprozessor, angezeigt wird in der Regel die gemessene Raumtemperatur, die relative Luftfeuchtigkeit sowie die Taupunkttemperatur.

## Verwendungsbeispiele

### Meteorologie
In der Meteorologie wird der Taupunkt als Maß für die Luftfeuchtigkeit herangezogen. Wenn die jeweilige Lufttemperatur mit dem Taupunkt übereinstimmt, beträgt die relative Luftfeuchtigkeit 100 %. Der Begriff Schwüle kann über den Taupunkt definiert werden: Schwüle wird empfunden, wenn der Taupunkt ca. 16 °C übersteigt.
Sinkt die Temperatur der Luft unter ihren Taupunkt, was bei bodennaher Luft häufig in den frühen Morgenstunden der Fall ist, so verflüssigt sich ein Teil des Wasserdampfs: Tau oder Nebel bilden sich, bei tieferen Temperaturen Reif. Luftumspülte Gegenstände im Freiland nehmen infolge von Konvektion die Temperatur des Luftstroms an. Die zusätzliche Abkühlung durch Wärmestrahlung kann bewirken, dass dort ebenfalls der Taupunkt unterschritten wird. Bei nicht wärmegedämmten Fassaden geheizter Gebäude wird ständig genügend Wärme nachgeliefert, sodass der Taupunkt nicht unterschritten wird. Dagegen wird bei hoch wärmegedämmten Fassaden (WDVS), abgestellten Autos, Verkehrsschildern, aber auch der Vegetation keine Wärme nachgeliefert, sie beschlagen sich daher mit Kondenswasser in Form von Tau oder Eisblumen. Für Pflanzen ist das Teil der natürlichen Wasserversorgung, aber auch Ursache von Pilzerkrankungen, für Fassaden ist es schädlich (weil die Wärmedämmung vernässen kann, ihre Wärmedämmwirkung damit stark abnimmt und Algen besser wachsen). Steigt die Lufttemperatur wieder über den Taupunkt, so lösen sich diese Niederschläge und Frühnebel wieder auf.
Ähnliche Vorgänge sind auch für die Wolkenbildung und -auflösung verantwortlich: Erwärmte Luftmassen steigen vom Boden auf und kühlen sich dabei um ca. 1 °C pro 100 m ab. Man spricht vom „trockenadiabatischen Temperaturgradienten“. Zunächst bleibt die im Luftpaket enthaltene Wasserdampfmenge unverändert. In einer bestimmten Höhe erreicht die Temperatur der Luftmasse den Taupunkt; hier setzt die Kondensation ein, eine Cumulus-Wolke bildet sich. Die Wolkenuntergrenze liegt also genau auf dieser Höhe.
Steigt die Luft noch weiter auf, so nimmt die Temperatur langsamer ab, weil Kondensationsenthalpie freigesetzt wird (siehe feuchtadiabatischer Temperaturgradient).
Um die Entwicklung der Wolken einschätzen zu können, werden daher mithilfe von Radiosonden regelmäßig Vertikalprofile der Temperatur und des Taupunkts erstellt. Diese Information über die Schichtung der Atmosphäre kann dazu verwendet werden, um beispielsweise Gewitter vorherzusagen.

### Bauphysik

Taupunkt-Kurve [g/m³ Luft]

Bei wasserdampfdurchlässigen diffusionsoffenen Baustoffen diffundiert Wasserdampf aufgrund des Konzentrationsgefälles durch das Bauteil. Bewegt sich warme und mit Feuchtigkeit angereicherte Luft durch Diffusion oder Konvektion innerhalb der Außenwand oder einer Wärmedämmschicht, so kommt es dort, wo die Materialtemperatur niedriger als der jeweilige Taupunkt ist, zur Kondensation des Wasserdampfs aus der im Bauteil enthaltenen Luft zu flüssigem Kondenswasser und dieses vernässt das Bauteil. Hintergrund ist, dass warme Luft mehr Feuchtigkeit aufnehmen kann als kalte Luft oder umgekehrt, kalte Luft weniger als warme Luft. Der Feuchtigkeitstransport durch das Bauteil kann durch eine diffusionsdichte Dampfsperre vermindert werden. 
Die Kondensation  geschieht hauptsächlich im Winter an oberirdischen Geschossen (feuchtwarme Innenluft, kalte Wände), im Sommer in Kellern oder Erdbauten (sommerwarme feuchte Außenluft wird durch falsches Lüftungsverhalten hereingelüftet und die Feuchte kondensiert innen an den erdkalten Wänden) und generell an Wärmedämmverbundsystemen außen (die durch Wärmeabstrahlung und vorbeistreichende kalte Luft schnell oberflächlich abkühlen). Die Menge aller Punkte im Bauteil, die die Taupunkttemperatur haben, wird Taupunktebene genannt.
Ohne Wärmedämmung ist in beheizten Gebäuden die Taupunktebene in den Raumwänden. Durch Wärmedämmung an Gebäuden außen bleiben die Wände warm und die Taupunktebene wird nach außen verschoben, bei hinterlüfteten Fassaden kann dann die entstehende Nässe abtrocknen, bei diffusionsdichten Materialien schlecht. Durch Innendämmung bleiben die Wände kalt und die Taupunktebene wird nach innen verschoben, bei fehlender Lüftung kann die Bauteilfeuchte nicht abtrocknen. Ebenso kann eine nächtliche Absenkung der Raumtemperatur (also fehlender Wärmenachschub in der Wand) die Taupunktebene nach innen verschieben.
An allen Taupunktebenen (die sich ja auch bewegen) verlagert sich die Feuchte aus der Luft in das Bauteil, die Bauteile vernässen dort und deren Feuchtegehalt steigt. Hieraus können sich ergeben:
- Die Wärmeleitfähigkeit von Mauerwerk und Dämmstoffen nimmt zu und die Wärmedämmwirkung nimmt entsprechend ab, Dies kann zu einem Versagen der Wärmedämmung führen. Die dann bessere Wärmeleitung führt in der Folge zu stärkerer Auskühlung. Bei einer Raumtemperatur-Absenkungen über Nacht wird zwar „nachgeführte Wärme“ reduziert aber in dem dann feuchteren Mauerwerk die Restwärme schneller abgeleitet, solche Temperaturabsenkungen werden deshalb kontroversiell diskutiert. Nachheizen am Tag kann wieder zur Verdampfung der entstandenen Bauteilfeuchte führen (die beim Kondensieren freigesetzte und abgeleitete Kondensationswärme muss als Verdampfungswärme wieder ergänzt werden).
- Gefahren gesundheitsgefährdender Schimmelbildung, denn in vernässten Bauteilen, die nicht abtrocknen, können Schimmel und Algen wachsen, sofern organische Stoffe (von Wandfarben, Tapeten, Wärmedämmstoffen oder Holz) vorhanden sind.
- mögliche Bauschäden durch Frostsprengung und Bildung von Kapillarrissen, die wiederum Feuchte transportieren können und die Wärmedämmwirkung anderweitig herabsetzen können.
- Die Vernässung durch die angefallene Tauwassermenge muss periodisch wieder austrocknen können (indem nicht-gesättigte Luft dort Feuchte aufnehmen kann).

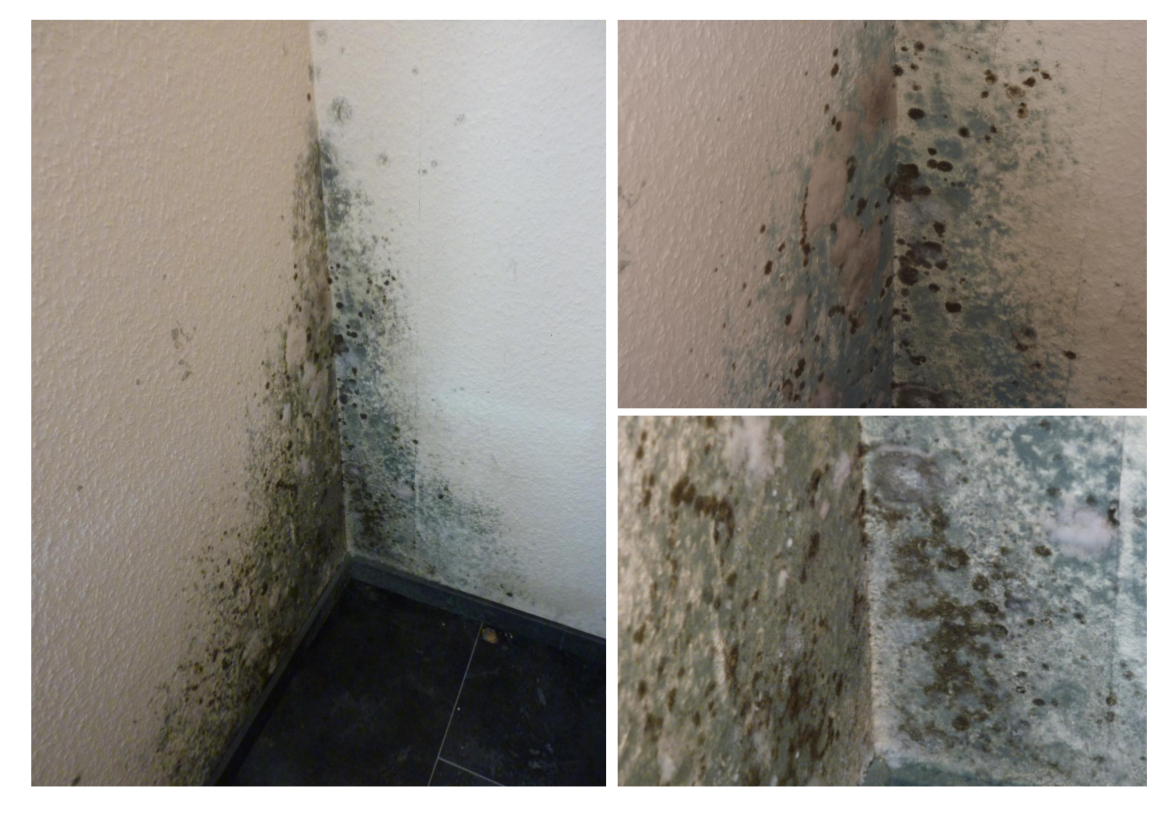
Typischer Schimmelbefall an Innenwändenecken, in denen die warme Heizkörperluft stark abkühlt und ungenügend zirkuliert.

Bei einer Innenraumtemperatur von 18 °C und einer relativen Luftfeuchtigkeit von 40 % liegt der Taupunkt bei rund 4 °C. Liegt die Innentemperatur bei 22 °C und die Luftfeuchtigkeit bei 70 %, ergibt sich ein Taupunkt von ca. 16 °C. Als durchschnittlicher Wert in Wohnräumen, die meist mit Hilfe von Heizkörpern und Warmluftkonvektion erwärmt werden, wird ein Taupunkt von Innenbauteilen von 10–12 °C über 24 Stunden hin angenommen.
Die konventionellen Heizkörper, Radiatoren, Konvektoren oder Heizleisten geben thermischen Energie vorwiegend an die umgebende Luft ab, welche die Wärme dann über natürliche Konvektion im Raum verteilt. Hierbei werden Ecken und Bereiche hinter Möbeln, die dicht an der Innenraumwand stehen, schlecht vom Wärmeluftstrom erreicht und damit weniger warm. Diese schlecht belüfteten Bereiche sind vorwiegend anfällig für Schimmelbildung. Eine Alternative sind Fußboden- und Wandheizungen sowie Deckenstrahlplatten, die von Wänden, Fußböden oder Deckenplatten aus, großflächig Wärme strahlen.
An Fenstern mit einer Temperatur unterhalb des Taupunktes der Innenraumluft kühlt diese unter den Taupunkt ab und Feuchte beschlägt das Glas innen, weil Fensterglas nicht diffusionsoffen ist und wie eine Dampfsperre wirkt. An Fenstern mit Temperaturen unterhalb des Reifpunktes bilden sich innen auf der Fensterscheibe Eisblumen. Wenn gut wärmedämmende Verglasungen und Außentüren verbaut werden, stellen die diffusionsdichten Fensterrahmen und Türzargen oft die kältesten Stellen im Raum dar. Um dort die Bildung von Kondensat und Schimmel im Winter zu vermeiden, sollte wie überall eine Oberflächentemperatur unterhalb des Taupunktes der Raumluft vermieden oder eine ausreichende Belüftung mit warmer Innenraumluft sichergestellt werden. Dies ist ein Grund, weshalb Heizkörper meist unterhalb von Fenstern angebracht werden, welche üblicherweise die kältesten Flächen des Innenraumes sind.
Zur rechnerischen oder graphischen Ermittlung des Tauwasseranfalls dient das Glaser-Verfahren.

### Luftentfeuchtung
Mithilfe von Kondensationstrocknern kann Feuchtigkeit aus Raumluft abgeschieden werden. Die Lufttemperatur muss dabei ausreichend weit über dem Gefrierpunkt liegen. Die Raumluft wird an einem Wärmetauscher bis unter den Taupunkt abgekühlt, die kondensierbare Luftfeuchtigkeit rinnt ab, anschließend wird die so entfeuchtete Luft über ein Wärmerückgewinnungsregister wieder erwärmt. Das Funktionsprinzip wird auch beim Wäschetrockner eingesetzt.
Als Nebeneffekt wird Wärme in den Raum eingetragen durch:
- die Umwandlung der elektrischen Energie, die für den Betrieb von Kältemaschine und Ventilator eingesetzt wird, in Abwärme
- die Freisetzung der Kondensationsenthalpie aus der Phasenumwandlung des Wassers.

Daneben erfolgt eine gewisse Luftumwälzung und -durchmischung.

### Pneumatik
Wird ein feuchtes Gasgemisch komprimiert, so steigt der Dampf-Partialdruck und damit auch die Taupunkttemperatur an; der Wasserdampf kondensiert dann bei höheren Temperaturen. In der Pneumatik wird darum die Druckluft vor der Verwendung getrocknet, z. B. mit Kältetrocknern. Dadurch kann die Druckluft auch bei tiefen Temperaturen eingesetzt werden, ohne dass in den Druckleitungen oder Transportbehältern Wasser kondensiert oder gefrierendes Wasser die Leitungen verstopft.

## Taupunkte bei anderen Gasgemischen
Bei Mehrkomponentensystemen (beispielsweise Abgasen, Destillationsgemischen, Erdgas) kann, analog zum Siedebereich oder Kondensationsbereich, ein Taupunktbereich angegeben sein.
Der Kohlenwasserstofftaupunkt beschreibt den Taupunkt eines Kohlenwasserstoffgemisches, wobei die Taupunkte der einzelnen Kohlenwasserstoff-Komponenten bei physikalischen Trennverfahren Berücksichtigung finden. Speziell bei einem Erdgasgemisch wird der Taupunkt dann Erdgastaupunkt genannt. In der Praxis wird der Kohlenwasserstofftaupunkt auch indirekt aus einer gaschromatographischen Analyse berechnet, was aber mit großen Fehlern behaftet ist.
Die Taupunkttemperatur kondensierbarer Bestandteile in Abgas wird als Abgastaupunkt bezeichnet, bei Rauchgasen als Rauchgastaupunkt. Die Vermeidung einer Taupunktsunterschreitung im Abgas verhindert die Versottung eines Schornsteins, hingegen ist bei der Brennwertnutzung die Unterschreitung des Taupunkts erwünscht, um zusätzlich die im Abgas vorhandene Kondensationsenthalpie des Wasserdampfs zu nutzen. Der Taupunkt von Säuren in Rauchgas heißt Säuretaupunkt. Der Schwefelsäuretaupunkt beschreibt speziell den Taupunkt für Schwefelsäure in Rauchgasen. Zur Abgrenzung von diesen wird der Taupunkt von Wasserdampf bei Rauch- und Abgasen als Wasserdampftaupunkt bezeichnet.

## Berechnung des Taupunkts von feuchter Luft

### Abkürzungen
Folgende Bezeichnungen werden verwendet:
| {\displaystyle m_{\mathrm {W} },\,m_{\mathrm {D} },\,m_{\mathrm {L} }} | Masse des Wassers bzw. des Wasserdampfes bzw. der trockenen Luft in kg |
| {\displaystyle x}                                                      | Wassergehalt in kg/kg                                                  |
| {\displaystyle T,\,\vartheta }                                         | Temperatur in Kelvin bzw. in °C                                        |
| {\displaystyle \tau }                                                  | Taupunkttemperatur in °C                                               |
| {\displaystyle p}                                                      | Druck der feuchten Luft in hPa                                         |
| {\displaystyle p_{\mathrm {D} },\,p_{\mathrm {L} }}                    | Partialdruck des Dampfes bzw. der trockenen Luft in hPa                |
| {\displaystyle p_{\mathrm {s} }}                                       | Sättigungsdampfdruck in hPa                                            |
| {\displaystyle \varphi }                                               | relative Luftfeuchtigkeit                                              |
| {\displaystyle R}                                                      | universelle Gaskonstante                                               |
| {\displaystyle M}                                                      | molare Masse                                                           |

### Grundlegende Zusammenhänge
Der Wassergehalt x ist das Verhältnis zwischen der im Gemisch enthaltenen Masse des Wassers {\displaystyle m_{W}} und der Masse der trockenen Luft {\displaystyle m_{L}}.
{\displaystyle x={\frac {m_{\mathrm {W} }}{m_{\mathrm {L} }}}\qquad \qquad (1)}
Im ungesättigten Zustand liegt das gesamte Wasser als Dampf vor. Man kann dafür schreiben:
{\displaystyle x={\frac {m_{\mathrm {D} }}{m_{\mathrm {L} }}}\qquad \qquad (2)}
Die Partialdrücke des Dampfes {\displaystyle p_{D}} und der trockenen Luft {\displaystyle p_{L}} beschreiben den Zustand der Gemischkomponenten. Aus dem Dalton-Gesetz ergibt sich, dass die Summe der Partialdrücke der barometrische Druck p der feuchten Luft ist.
{\displaystyle p=p_{\mathrm {D} }+p_{\mathrm {L} }\qquad \qquad (3)}
Der Partialdruck ist dabei der Druck, den die jeweilige Gemischkomponente annehmen würde, wenn sie das Gemischvolumen {\displaystyle V} bei der gleichen Temperatur {\displaystyle T} allein ausfüllen würde. Mit der thermischen Zustandsgleichung für ideale Gase lässt sich formulieren:
{\displaystyle {\frac {V}{T}}={\frac {m_{\mathrm {D} }\cdot R}{M_{\mathrm {D} }\cdot p_{\mathrm {D} }}}={\frac {m_{\mathrm {L} }\cdot R}{M_{\mathrm {L} }\cdot p_{\mathrm {L} }}}\qquad \qquad (4)}
{\displaystyle {\frac {p_{\mathrm {D} }}{p_{\mathrm {L} }}}={\frac {m_{\mathrm {D} }}{m_{\mathrm {L} }}}\cdot {\frac {M_{\mathrm {L} }}{M_{\mathrm {D} }}}=x\cdot {\frac {M_{\mathrm {L} }}{M_{\mathrm {D} }}}\qquad \qquad (5)}
Das Verhältnis der molaren Massen von Dampf (bzw. Wasser) zu trockener Luft beträgt {\displaystyle M_{D}/M_{L}=0{,}622}. Damit ergibt sich für den Wassergehalt
{\displaystyle x=0{,}622\cdot {\frac {p_{\mathrm {D} }}{p_{\mathrm {L} }}}\qquad \qquad (6)}
Mit Gleichung (3) lässt sich für den Partialdruck des Dampfes formulieren
{\displaystyle p_{\mathrm {D} }={\frac {x}{0{,}622+x}}\cdot p\qquad \qquad (7)}
Die relative Luftfeuchtigkeit {\displaystyle \varphi } ist das Verhältnis von Partialdruck des Dampfes zu dessen Sättigungsdampfdruck {\displaystyle p_{s}}.
{\displaystyle \varphi ={\frac {p_{\mathrm {D} }}{p_{\mathrm {s} }\left(\vartheta \right)}}\qquad \qquad (8)}
Aus Gleichung (7) lässt sich ableiten
{\displaystyle \varphi ={\frac {x}{0{,}622+x}}\cdot {\frac {p}{p_{\mathrm {s} }\left(\vartheta \right)}}\qquad \qquad (9)}

### Sättigungsdampfdruck
Die Abhängigkeit des Sättigungsdampfdrucks von Wasser ist aus Messungen bekannt und in Tabellenwerken dargestellt sowie in Näherungsgleichungen formuliert. Eine Möglichkeit für die Beschreibung des Sättigungsdampfdrucks ist die Magnus-Formel, die folgende Form besitzt:
{\displaystyle p_{\mathrm {s} }(\vartheta )=K_{\mathrm {1} }\cdot \exp \left({\frac {K_{\mathrm {2} }\cdot \vartheta }{K_{\mathrm {3} }+\vartheta }}\right)\qquad \qquad (10)}
Für den Sättigungsdampfdruck über Wasser

gelten die Parameter
{\displaystyle K_{\mathrm {1} }=6{,}112~\mathrm {hPa} \qquad \qquad K_{\mathrm {2} }=17{,}62\qquad \qquad K_{\mathrm {3} }=243{,}12\,^{\circ }\mathrm {C} }
im Temperaturbereich {\displaystyle -45~^{\circ }\mathrm {C} \leq \vartheta \leq 60~^{\circ }\mathrm {C} }

(unter 0 °C für unterkühltes Wasser).
Für den Sättigungsdampfdruck über Eis

gelten die Parameter
{\displaystyle K_{\mathrm {1} }=6{,}112~\mathrm {hPa} \qquad \qquad K_{\mathrm {2} }=22{,}46\qquad \qquad K_{\mathrm {3} }=272{,}62\,^{\circ }\mathrm {C} }
im Temperaturbereich {\displaystyle -65~^{\circ }\mathrm {C} \leq \vartheta \leq 0{,}01~^{\circ }\mathrm {C} }.

### Abhängigkeit der Taupunkttemperatur von Wassergehalt und barometrischem Druck
Am Taupunkt liegt der Dampf bei Sättigungsdruck vor. Gleichung (7) kann mit dem Sättigungsdruck der Taupunkttemperatur gleichgesetzt werden.
{\displaystyle p_{\mathrm {s} }\left(\tau \right)={\frac {x}{0{,}622+x}}\cdot p\qquad \qquad (11)}
Je nachdem, welche Formulierung für die Temperaturabhängigkeit des Sättigungsdampfdrucks angewendet wird, lässt sich eine iterative Lösung oder eine explizite Formulierung für die Taupunkttemperatur {\displaystyle \tau } finden. Durch Einsetzen der Magnus-Formel (10) kann Gleichung (11) nach der Taupunkttemperatur {\displaystyle \tau } umgestellt werden.
{\displaystyle \tau \left(x,\;p\right)={\frac {K_{\mathrm {3} }\cdot \ln {\frac {\textstyle {x\cdot p}}{\textstyle {(0{,}622+x)K_{\mathrm {1} }}}}}{K_{\mathrm {2} }-\ln {\frac {\textstyle {x\cdot p}}{\textstyle {(0{,}622+x)K_{\mathrm {1} }}}}}}\qquad \qquad (12)}
Die Gültigkeit dieser Näherungen ist auf den Temperaturbereich eingeschränkt, der schon für die Magnus-Formel (10) gilt.

### Abhängigkeit der Taupunkttemperatur von relativer Luftfeuchtigkeit und Lufttemperatur

Taupunkt in Abhängigkeit von Temperatur und Luftfeuchtigkeit.

Am Taupunkt ist die relative Luftfeuchtigkeit gleich 1 (=100 %)
{\displaystyle \varphi \left(\tau \right)={\frac {x}{0{,}622+x}}\cdot {\frac {p}{p_{\mathrm {s} }\left(\tau \right)}}=1\qquad \qquad (13)}
Dividiert man Gleichung (9) durch Gleichung (13) so ergibt sich
{\displaystyle \varphi ={\frac {p_{\mathrm {s} }\left(\tau \right)}{p_{\mathrm {s} }\left(\vartheta \right)}}\qquad \qquad (14)}
Nach Einsetzen der Magnus-Formel lässt sich der Zusammenhang umformulieren zu
{\displaystyle \tau \left(\varphi ,\;\vartheta \right)=K_{\mathrm {3} }\cdot {\frac {{\frac {\textstyle {K_{\mathrm {2} }\cdot \vartheta }}{\textstyle {K_{\mathrm {3} }+\vartheta }}}+\ln \varphi }{{\frac {\textstyle {K_{\mathrm {2} }\cdot K_{\mathrm {3} }}}{\textstyle {K_{\mathrm {3} }+\vartheta }}}-\ln \varphi }}\qquad \qquad (15)}
Die Gültigkeit dieser Näherungen ist auf den Temperaturbereich eingeschränkt, der schon für die Magnus-Formel (10) gilt.